# Jean Sigg

Jean Sigg (1915)

Jean Sigg (Taufname Johann Conrad Sigg; * 28. Oktober 1865 in Aussersihl oder Schaffhausen; † 23. Juli 1922 in Versoix; heimatberechtigt in Dörflingen bei Schaffhausen und seit 1899 in Genf) war ein Schweizer Lehrer, Gewerkschafter und Politiker.

## Leben

### Familie
Jean Sigg war der Sohn des Schreiners Conrad Sigg und von dessen Ehefrau, der Primarlehrerin Anna Barbara (geb. Volkart). Er wurde in Schaffhausen geboren und wuchs in Zürich auf.
Seit dem 4. Juli 1888 war er mit der Primarlehrerin Caroline (* 12. Dezember 1861 in La Chaux-de-Fonds; † 7. März 1946), der Tochter von Auguste Fatton (1824–1884), verheiratet; gemeinsam hatten sie drei Kinder. Sein einziger Sohn, Henri Sigg, der als Hochschullehrer an der Universität Lausanne unterrichtete, verstarb 1920.
Jean Sigg verstarb an den Folgen einer Operation; seine Bestattung erfolgte auf dem Friedhof Saint-Georges in Genf.
Seinen Nachruf im Grütlianer verfasste der Präsident des Eidgenössischen Versicherungsgerichts Josef Albisser.

### Werdegang
Nach einem Pädagogikstudium in Genf hielt sich Jean Sigg einige Zeit in Paris auf und war dann von 1883 bis Ende 1898 als Primarlehrer in Genf tätig. Neben seiner Lehrertätigkeit besuchte er die Universität Genf und erhielt zwei Preise für philosophische Preisfragen.
Von 1898 bis 1917 war er als Sekretär der Westschweiz im Schweizerischen Arbeitersekretariat (siehe Arbeiterbewegung in der Schweiz) bei Herman Greulich tätig. Am 24. Oktober 1898 wurde er durch das Bundeskomitee des Schweizerischen Arbeiterbundes zum französischen Bundessekretär gewählt und trat am 1. November 1898 sein Amt an.
1898 war er Redaktor des sozialdemokratischen Parteiorgans Le peuple de Genève und berichtete dort unter anderem 1901 von einem Streik am Simplon. Aufgrund seiner Artikel wurde gegen ihn in verschiedenen Fällen prozessiert, unter anderem verklagte ihn der Genfer Grossrat Frédéric Raisin. 1909 gab er seine Mitarbeit an der Zeitung auf.
1919 wurde er zum ausserordentlichen Richter im Eidgenössischen Versicherungsgericht ernannt.

### Politisches und gesellschaftliches Wirken
Jean Sigg gehörte 1892 zu den Gründern der Genfer Sozialistischen Arbeiterpartei (ab 1901 Sozialdemokratische Partei) (siehe Geschichte der Sozialdemokratischen Partei der Schweiz), deren führender Kopf er wurde, verlor jedoch später an Einfluss, als er für die Zusammenarbeit zwischen Arbeitgebern und Gewerkschaften eintrat. 1917 trat er aus der Partei aus und gründete gemeinsam mit Emile Nicolet (1879–1921) eine unabhängige Sektion der Genfer sozialistischen Partei (siehe Geschichte der Sozialdemokratischen Partei der Schweiz). 1919 trat er endgültig aus der Sozialdemokratischen Partei aus.
Als Gegner des Bolschewismus lehnte er den Landesstreik von 1918 ab.
Von 1892 bis 1903, von 1904 bis zu seinem Rücktritt 1911 und von 1913 bis 1919 war er Genfer Grossrat sowie vom 4. Dezember 1911 bis zum 30. November 1919 Nationalrat. Im Nationalrat sprach er sich 1919 für die Schaffung einer lokalen Bürgerwehr und gegen jede Diktatur des Proletariats aus.
1892 brachte er im Grossen Rat eine Motion ein, in der er die Einführung der Unentgeltlichkeit der Lehrmittel forderte.
Anlässlich des Ersten Mai war er 1893 Festpräsident der Genfer Arbeiterbewegung, die das Fest in Carouge beging; im selben Jahr eröffnete er in Genf einen internationalen sozialistischen Studentenkongress, an dem vierzig Vertreter verschiedener Nationen teilnahmen. Auf dem Kongress wurde unter anderem jede Gemeinsamkeit mit dem Anarchismus abgelehnt.
1896 legte er im Grossen Rat einen Entwurf eines kantonalen Arbeiterinnengesetzes, für die Arbeiterinnen vor, die nicht durch das Fabrikgesetz geschützt wurden, und befürwortete die Einrichtung einer Arbeitskammer, die am 17. August 1896 eröffnet wurde; diese stellte Arbeitern Vereinslokale zur Besprechung ihrer Interessen zur Verfügung und diente der Vermittlung von Arbeit.
Weil er 1898 die Forderungen der Bauarbeiter bei deren Streik billigte und gegen die gewaltsamen Massnahmen der Regierung protestierte, wurden Forderungen erhoben, dass er als Lehrer entlassen werden sollte. Kurz darauf begann er mit seiner Tätigkeit im Arbeitersekretariat.
Er weigerte sich 1898, aus Überzeugung und mit 70 weiteren Anhängern, dem Marschbefehl des kantonalen Militärdepartements während des Bauarbeiterstreiks Folge zu leisten; Massnahmen durch den Staatsrat wurden nicht ergriffen, weil die Meinungsfreiheit nicht verletzt werden sollte. Er erhielt später dann durch das Eidgenössische Militärdepartement vier Tage Arreststrafe.
1902 brachte er im Grossen Rat einen Gesetzentwurf für ein Gewerbegesetz ein und schlug vor, das Fabrikgesetz zu erweitern.
Er wurde 1902 vor Gericht, unter dem Vorsitz des Grossrats Adrien Lachenal, angeklagt, weil er aufgrund des Generalstreiks in Genf als Korporal dem Truppenaufgebot nicht folgte, sondern als Adjunkt des Arbeitersekretärs auf die Streikenden einwirken wollte; verteidigt wurde er durch den Fürsprecher Oscar Rapin. Er wurde zu einer viermonatigen Haftstrafe und dem Entzug seiner Bürgerrechte für ein Jahr verurteilt; aus diesem Grund trat er am 14. Januar 1903 von seinem Amt als Grossrat zurück, bis er bei der darauffolgenden Wahl erneut in das Amt gewählt wurde. Seine Entlassung aus dem Gefängnis erfolgte am 22. März 1903.
Er tauschte sich 1907 in Militärfragen mit dem französischen Politiker Jean Jaurès aus.
1913 kam er in die parlamentarische Kommission für die Nationalratsproporz-Initiative und sprach sich in der Folge vehement für die Proporzwahl aus.
Er war von 1915 bis 1922 Genfer Stadtrat und präsidierte diesen von 1915 bis 1916 und von 1920 bis 1921.
1919 war er Präsident des 1918 gegründeten Genfer Komitees Schweiz-Ozean, das sich mit der Verbindung der Schweiz zum Atlantischen Ozean befasste. Im selben Jahr gründete er, gemeinsam mit Frédéric de Rabours, die Meeranschluss-Gesellschaft De Suisse à la mer, deren Präsident er war. Noch kurz vor seinem Tod begleitete er eine durch die Gesellschaft organisierte Studienreise von Schweizer Kaufleuten  und dem Genfer Stadtpräsidenten nach Nantes und Saint-Nazaire.
Er wurde 1920 in die Expertenkommission berufen, die sich mit der Frage beschäftigte, durch welche Massnahmen die Form der eidgenössischen Arbeitslosenunterstützung abgelöst werden könne. Er trat 1920 auch für den Beitritt der Schweiz in den Völkerbund ein.
Bis 1921 übte er die Funktion eines Direktors des Arbeitslosenamtes aus, um sich dann als Journalist und Mitarbeiter des Internationalen Arbeitsamtes zu betätigen.
Vom 7. Februar 1921 bis zu seinem Tod war er, als Nachfolger des verstorbenen Henry Fazy, parteiloser Ständerat; seine Wahl in den Ständerat verdankte er dem rechten politischen Lager, das ihn wegen seines Engagements für den Beitritt der Schweiz zum Völkerbund 1920 unterstützte.

## Mitgliedschaften
Jean Sigg war Ehrenmitglied der Gymnastischen Vereine Genfs und einige Zeit deren Präsident.

## Schriften (Auswahl)
- Rapport de M. Sigg sur l’enseignement éducatif. In: Bulletin de la Société pédagogique genevoise. Heft 3. 1896. S. 19–32 (Digitalisat).
- Ein Gesetz über Arbeitstarife und Kollektivstreitigkeiten. In: Archiv für soziale Gesetzgebung und Statistik. Band 18. Berlin, 1903. S. 344–376 (Digitalisat).[72]
- L’action directe. In: Revue syndicale suisse. Band 1. Heft 1, 1909. S. 6–8 (Digitalisat).
- La protection légale du travail en Suisse. 1911.